# Les Infournas
Les Infournas era una comuna francesa situada en el departamento de Altos Alpes, de la región de Provenza-Alpes-Costa Azul, que el 1 de enero de 2013 pasó a ser una comuna delegada de la comuna nueva de Saint-Bonnet-en-Champsaur al fusionarse con las comunas de Bénévent-et-Charbillac y Saint-Bonnet-en-Champsaur.

## Historia
El 28 de agosto de 2014, la comuna delegada de Les Infournas fue suprimida por decisión de la junta de gobierno del ayuntamiento de la comuna nueva de Saint-Bonnet-en-Champsaur.

## Demografía
| Gráfica de evolución demográfica de Les Infournas entre 1800 y 2013 |
|                                                                     |

Los datos demográficos contemplados en este gráfico de la comuna de Les Infournas se han cogido de 1800 a 1999 de la página francesa EHESS/Cassini, y los demás datos de la página del INSEE.